# Werner Steuber
Werner Julius Franz Steuber (* 28. Oktober 1862 in Heiligenstadt; † 14. Mai 1944 in Göttingen) war ein deutscher Sanitätsoffizier und Tropenmediziner.

## Leben
Werner Steuber war vom 23. März 1881 bis 14. Februar 1885 Angehöriger des Medicinisch-chirurgischen Friedrich-Wilhelm-Instituts. Er wurde Mitglied der Pépinière-Corps Suevo-Borussia (1882) und Saxonia (1907). Ende August 1886 wurde er zum Assistenzarzt befördert und von der Friedrich-Wilhelms-Universität zu Berlin am 22. Januar 1889 zum Dr. med. promoviert.
In der (privaten) Wissmann-Truppe erlebte er als Freiwilliger ab Februar 1890 den Aufstand der ostafrikanischen Küstenbevölkerung. In dieser Zeit versuchte er auf systematische Weise gegen Malaria vorzugehen, indem er der Truppe in regelmäßigen Abständen Chinin verabreichte. In der Truppe blieb er bis Ende März 1891 und wechselte anschließend zur Schutztruppe für Deutsch-Ostafrika. Dort blieb er bis zum 6. Februar 1893.
Zurück in Deutschland, wohnte er in Berlin, heiratete Emma Walter (aus Mühlhausen in Thüringen) und wurde Stabs- und Bataillonsarzt beim Pommerschen Jäger-Bataillon „Fürst Bismarck“ Nr. 2 in Kulm, später Danzig und Dessau. Ein zweites Mal kam er am 1. August 1900 in den Stab der Schutztruppe nach Deutsch-Ostafrika und wurde als Oberstabsarzt Leiter des Gouvernements-Lazaretts. Ende 1901 nahm er am Programm zur Bekämpfung von Malaria, auch Malaria-Expedition genannt, teil und reiste dafür nach Dar es Salaam. Hier konnte er die systematische Abgabe von Chinin für die Malariabekämpfung weiter untersuchen. Zum Studium der praktischen Pestbekämpfung reiste er 1902 dienstlich nach Bombay und Britisch-Indien. Er teilte mit, dass sich die Pest in Indien nur auf die eingeborene Bevölkerung beschränkt. Zuletzt war er Chefarzt beim Gouvernement für Deutsch-Ostafrika. Steuber war mindestens ab 1905 Mitglied des Kolonialrates.
Am 2. Februar 1903 schied Steuber als Oberstabsarzt aus der Schutztruppe aus und wurde anschließend als Regimentsarzt im Infanterie-Regiment „von Stülpnagel“ (5. Brandenburgisches) Nr. 48 in Küstrin angestellt. In gleicher Eigenschaft war er ab April 1904 im Feldartillerie-Regiment „Oranien“ (1. Nassauisches) Nr. 27 in Mainz tätig, bis er am 18. Februar 1908 unter Beförderung zum Generaloberarzt zum Divisionsarzt der 20. Division in Hannover ernannt wurde. Mitte September 1908 folgte seine Versetzung zur 1. Garde-Division in Berlin.
Nach seiner Beförderung zum Generalarzt war er schließlich seit November 1912 Korpsarzt des IV. Armee-Korps bei der 1. Armee, mit welchem er während des Ersten Weltkriegs bis vor Paris zog. 1913 dem Sanitätsamt des Korps als Leiter zugeteilt, oblag ihm nach der verlorenen Schlacht an der Marne die Evakuierung des Feldlazaretts südlich der Marne. Bis 1918 hatte er an der Westfront, im Balkan, in Flandern und Lothringen gekämpft.
Er wurde 1917/18 zudem Leitender Sanitätsoffizier für die deutschen und türkischen Truppen bei der Heeresgruppe Yildrim unter dem General der Infanterie Erich von Falkenhayn, mit dem er gut zusammenarbeitete. Auch hier führte er seine systematischen Betrachtungen von Tropenkrankheiten fort und isolierte an der Cholera Erkrankte. Mit der Heeresgruppe war er in Syrien und Mesopotamien. Über seine Zeit und die Erfahrungen bei der Heeresgruppe verfasste er später ein Buch.
Von April 1918 bis zum Kriegsende war er Armeearzt in Frankreich und wurde 1921 als Obergeneralarzt aus der Armee verabschiedet. Fortan diente er als Armeearzt in Palästina. Im gleichen Jahr zog er von Kassel in den Geburtsort seiner Frau nach Mühlhausen. Dort wurde er, später nach Göttingen gezogen, stellvertretender Vorsitzender des Aufsichtsrates der Christoph Walter AG.
1911 erhielt er den Roten Adlerorden III. Klasse mit Schleife, 1918 folgte der Königlichen Kronen-Orden II. Klasse mit Schwertern.

## Werke (Auswahl)
- General-Sanitätsbericht über die Kaiserliche Schutztruppe für Deutsch-Ost-Afrika für das Berichtsjahr vom 1. April 1899 bis 31. März 1900.
- Die Aufgaben des deutschen Sanitätsoffiziers als Tropenarzt in den deutschen Kolonien. In: Deutsche militärärztliche Zeitschrift. 12 (1903), S. 769–786.
- Die Aussätzigen und Geisteskranken in Deutsch-Ost-Afrika. In: Afrika, 1904, S. 60–62.
- Über die Verwendbarkeit europäischer Truppen in tropischen Kolonien vom gesundheitlichen Standpunkte. Mittler & Sohn, Berlin 1907.
- gemeinsam mit Alexander Becker, Conradin von Perbandt, Georg Richelmann und Rochus Schmidt: Hermann von Wissmann. Deutschlands größter Afrikaner. Sein Leben und Wirken unter Benutzung des Nachlasses. Alfred Schall, Berlin, 1909.
  - darin von Steuber: Die Unterwerfung des Kilima-Ndjaro-Gebiets. S. 341–386.
- Der beratende Chirurg im ersten Weltkrieg. 1914.
- „Jildirim“ – Deutsche Streiter auf heiligem Boden. Nach eigenen Tagebuchaufzeichnungen und unter Benutzung amtlicher Quellen des Reichsarchivs. Verlag Gerhard Stalling, Berlin Oldenburg 1922/1924.
- mit Werner Beumelburg, Erich von Tschischwitz, Georg Strutz und Ludwig von Gebsattel: Schlachten des Weltkrieges. In Einzeldarstellungen bearbeitet und herausgegeben im Auftrage des Reichsarchivs. Unter Benutzung der amtlichen Quellen des Reichsarchivs. Verlag Gerhard Stalling 1925.
- Der leitende Sanitätsoffizier im Kriege. Der Deutsche Militärarzt, 2, 1937, S. 281–285.
- Arzt und Soldat in drei Erdteilen. Schlegel, Berlin 1940.